# Bilal Hasna
Bilal Ali Hasna (Londres, 1999) es un actor y dramaturgo británico. Conocido por su participación en la película Layla (2024), por su papel en la serie de Disney Star, Extraordinary (2023) y por su actuación en la serie de Netflix, El problema de los tres cuerpos (2024).

## Biografía
Hasna nació en 1999 en el centro de Londres de padre palestino y madre punjabi. Durante su infancia asistió a la escuela de niños Haberdashers en Elstree. Después de completar la educación secundaria se graduó en la Universidad de Cambridge en 2020 con una Licenciatura en Literatura Inglesa. Durante su periodo universitario participó en varias obras de teatro con la Marlowe Society y Pembroke Players.
Habiendo tenido la idea en 2021, coescribió y protagonizó la obra unipersonal For a Palestinian junto con Aaron Kilercioglu, que se representó en 2022 en el Camden People's Theatre y también se presentó en el Bristol Old Vic.
Después de aparecer en sendos episodios de las series Sparks (2020) y Screw (2022), en 2023, tuvo su primer papel protagonista en televisión como Kash en la comedia de superhéroes de Disney+ Star, Extraordinary. Mientras que hizo su debut cinematográfico interpretando el personaje principal en la película Layla (2024) de Amrou Al-Kadhi. También en 2024, se unió al elenco de voces de la película animada, El Señor de los Anillos: la Guerra de los Rohirrim.
En 2024 participó en la serie de suspenso y comedia de Amazon Prime, Dead Hot, junto a Vivian Oparah. Está previsto que en 2025 se estrene la película Christmas Karma, un musical contemporáneo de Bollywood ambientado en Londres e inspirado en la obra de Charles Dickens, A Christmas Carol, con Kunal Nayyar en el papel principal de Ebenezer Scrooge. Hasna interpretará un papel aún no desvelado.

## Filmografía

### Cine
| Año  | Título                                             | Papel | Notas                 | Ref.   |
| ---- | -------------------------------------------------- | ----- | --------------------- | ------ |
| 2024 | Layla                                              | Layla | Debut cinematográfico | [ 9 ]  |
| 2024 | El Señor de los Anillos: la Guerra de los Rohirrim | Lief  | Película animada      | [ 10 ] |
| 2025 | Christmas Karma                                    |       | Película musical      | [ 12 ] |

### Televisión
| Año       | Título                          | Papel     | Notas                            | Ref.   |
| --------- | ------------------------------- | --------- | -------------------------------- | ------ |
| 2020      | Sparks                          | Shahid    | Episodio: «Shahid's First Shave» |        |
| 2022      | Screw                           | DS Norris | Episodio 1x06                    |        |
| 2023´2024 | Extraordinary                   | Kash      | Papel principal; 16 episodios    | [ 8 ]  |
| 2024      | El problema de los tres cuerpos | Edgar     | 3 episodios                      |        |
| 2024      | Dead Hot                        | Elliott   | Papel principal; 6 episodios     | [ 11 ] |
| 2024      | The Agency                      | Simón     | 3 episodios                      |        |